# Meltem Cumbul
Meltem Cumbul (Esmirna, 5 de novembre de 1969) és una actriu i presentadora de televisió turca.
La seva carrera inclou diversos films, incloent un Os d'Or a la Berlinale per millor pel·lícula, sèries de televisió com  «Yılan Hikayesi», una de les més populars i mes vistes a Turquia així com interpretacions i musicals incloent «Smokey Joe's Cafe» i «Taming of the Shrew».Ha interpretat a Fatma Sultan en el històric drama de teatre «Muhtesm Yuzyil» ("Segle Magnífic") que va rebre el premi com a millor drama de teatre del  segle XXI.

## Filmografia
- Bay E ("Mr.E")
- Böcek ("Bug")
- Isaac's story
- Karışık Pizza ("Mixed Pizza")
- Propaganda
- Geboren in Absurdistan ("Born in Absurdistan")
- Duruşma ("Trial")
- Abdülhamit Düşerken ("The Fall of Abdul Hamid II")
- Gegen die Wand
- Gönül Yarası ("Lovelorn")
- The Alphabet Killer
- Tell Me O Khuda (2011)
- Labirent ("Labyrinth") (2011)
- Yilan Hikayesi
- Mustafa Gulaliyev
- Beşik Kertmesi
- Nuri
- Muhteşem Yüzyıl (2013-2014)
- Yaktin Beni (2015)